# Mångfruktig örnlav
Mångfruktig örnlav (Ochrolechia parella) är en lavart som först beskrevs av L., och fick sitt nu gällande namn av A. Massal. Mångfruktig örnlav ingår i släktet Ochrolechia och familjen Ochrolechiaceae.  Arten är reproducerande i Sverige. Inga underarter finns listade i Catalogue of Life.

## Bygdemål

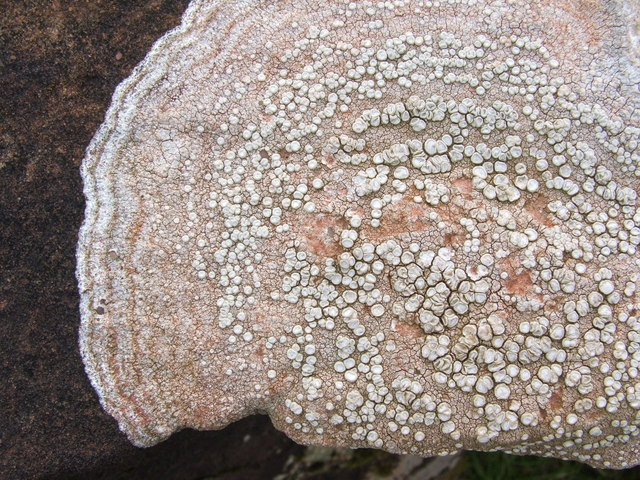
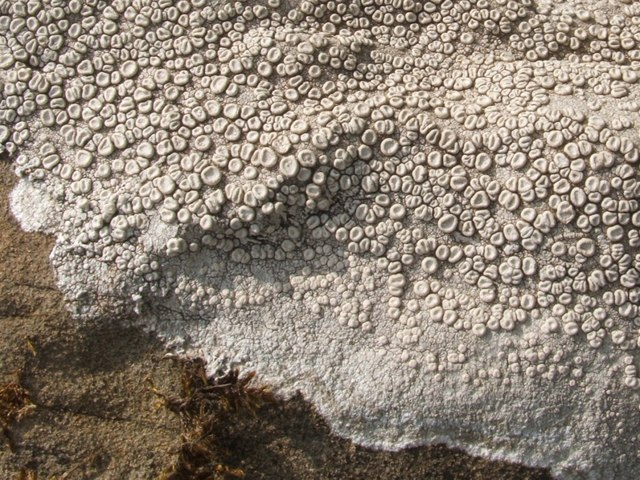
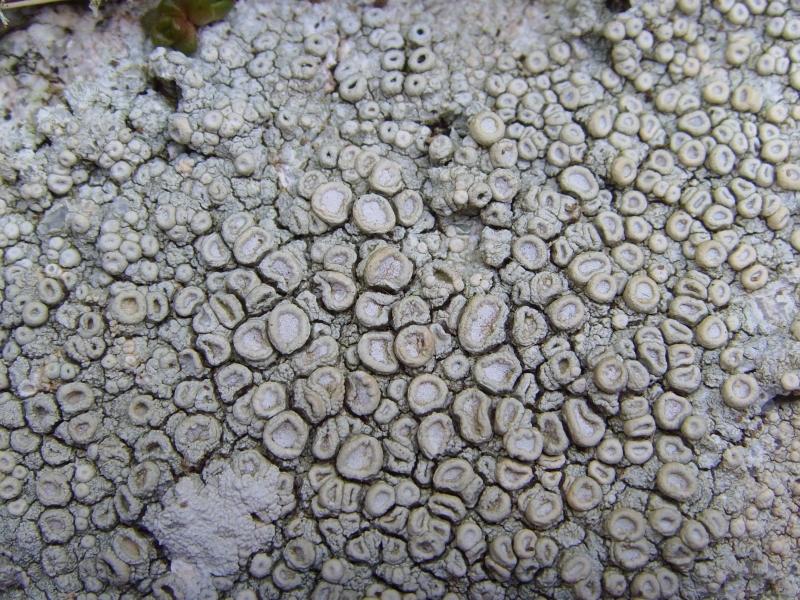

| Namn          | Trakt         | Ref.  | Kommentar |
| ------------- | ------------- | ----- | --------- |
| Kräftstenslav | Svenskfinland | [ 6 ] |           |